# Sektion Meran des Alpenvereins Südtirol
Die Sektion Meran des Alpenvereins Südtirol ist eine Sektion des Alpenvereins Südtirol (AVS) in Meran. Sie ist die älteste Sektion des AVS und hat 8020 Mitglieder (Stand: 1. Oktober 2024).

## Geschichte

### Die Sektion Meran des Deutschen und Oesterreichischen Alpenvereins

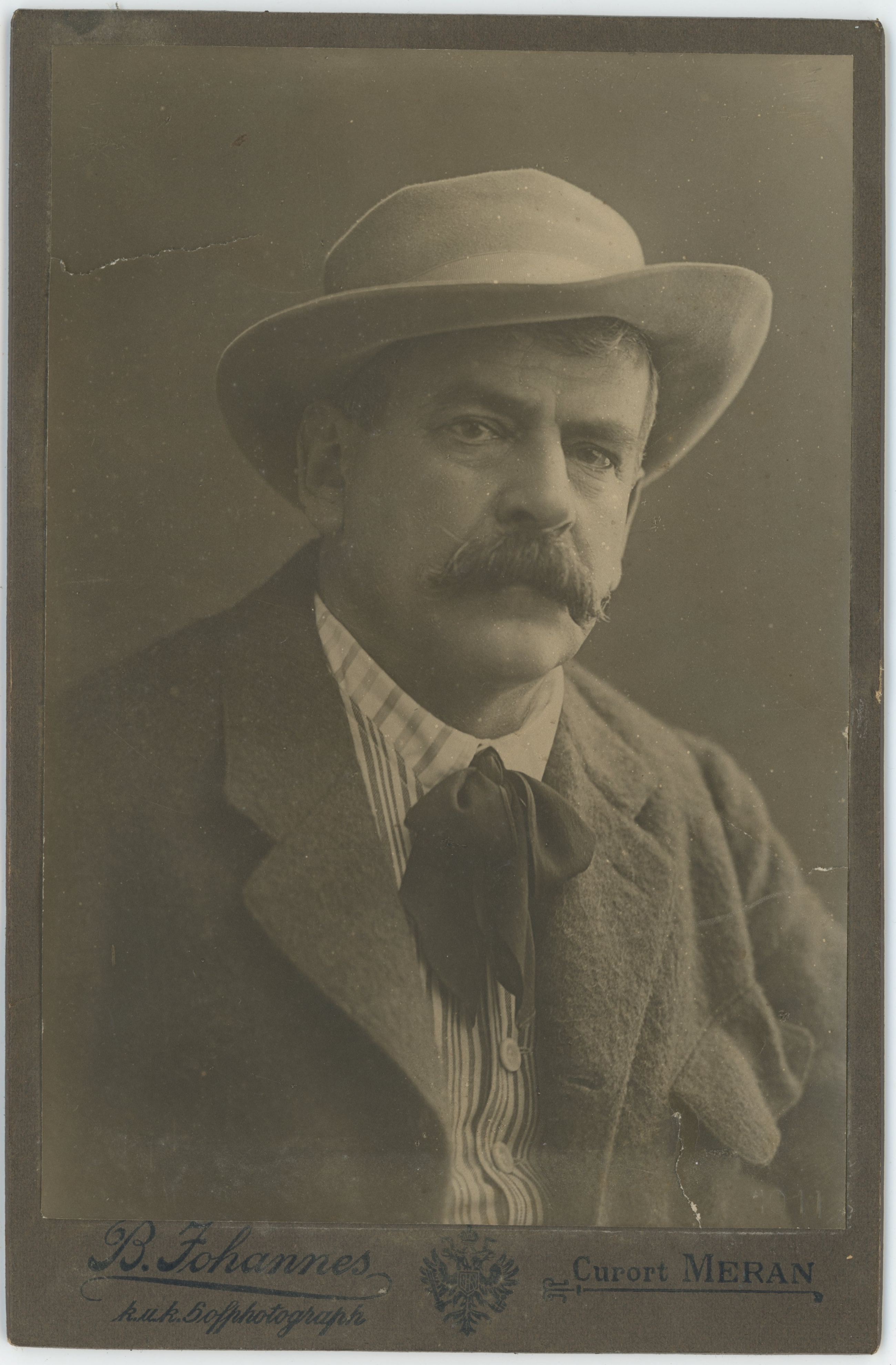
Theodor Christomannos, von 1891 bis 1911 Erster Vorsitzender der Sektion Meran des DuOeAV

Die Sektion wurde am 2. November 1870 als Sektion des Deutschen Alpenvereins (DAV) gegründet. Treibende Kraft in der Gründungsphase war Franz Senn. Der Kurat aus dem Ötztal, Mitglied des Oesterreichischen Alpenvereins, hatte bereits bei einem Urlaubsaufenthalt in Meran im November 1868 erste Kontakte mit Bergbegeisterten geknüpft. Im Jahr darauf gehörte er zu den Gründungsmitgliedern des Deutschen Alpenvereins, was ihn zeitlich so beanspruchte, dass er erst 1870 wieder nach Meran kam. Am 23. Oktober 1870 lud Franz Senn zu einer Vorbesprechung ein, der am 2. November 1870 die Gründungsversammlung im Gasthaus zum Grafen in Meran folgte. Zum Ersten Vorsitzenden der Sektion wurde der Stadtphysikus Dr. Ludwig Kleinhans gewählt, der die Sektion zwei Jahre leitete. Als Zweck wurde gemäß der Statuten des DAV die Erforschung und Erschließung der Bergwelt im oberen Etschtal sowie die Regelung des Führerwesens festgelegt.
Bereits im ersten Vereinsjahr hatte die Sektion ein rege Vereinsaktivität entwickelt. Es waren Mineralien-, Pflanzen- und Käfersammlungen und ein Weg auf dem Hirzer angelegt worden. Mit mittlerweile 40 Mitgliedern – die Sektion Meran gehörte bald zu den mitgliedstärksten in Tirol – war das erste Vereinslokal zu klein geworden und man zog 1871 mitsamt Bibliothek und Sammlungen in die Brauereigaststätte des Forsterbräu um. Bei den monatlichen Versammlungen nahmen auch Kurgäste teil, die man als finanzkräftige Mitglieder zu gewinnen hoffte. Im Oktober 1871 waren erstmals auch zwei Frauen bei der Versammlung anwesend, wie die Meraner Zeitung hervorhob. Das Einzugsgebiet der Sektion lag anfangs zwischen Bozen und Reschenpass einschließlich der Seitentäler des Etschtales. Nach dem Zusammenschluss des Deutschen mit dem Oesterreichischen Alpenvereins war die Sektion Meran ab 1874 eine Sektion des Deutschen und Oesterreichischen Alpenvereins (DuOeAV).
Zum Arbeitsgebiet der Sektion gehörte in den Anfangsjahren auch der Hüttenbau. 1874 wurde mit der Hirzerhütte nicht nur die erste Schutzhütte der Sektion, sondern die erste Alpenvereinshütte in Südtirol überhaupt errichtet. 1875 entstand die Laugenhütte knapp unterhalb des Gipfels der Laugenspitze. Im gleichen Jahr wurde die Gfallwandhütte errichtet und 1891 die Lodnerhütte eröffnet, weshalb 1894 die Gfallwandhütte aufgelassen wurde. Alle Hütten waren bei ihrer Eröffnung zunächst noch unbewirtschaftet und wurden ab 1892 mit Konserven verproviantiert. 1891 wurde Theodor Christomannos Erster Vorsitzender, der zu einem wesentlichen Wegbereiter des Tourismus in Südtirol wurde. Er hatte das Amt bis 1911 inne. Als Erster Vorsitzender der Sektion setzte sich Christomannos  für die Erschließung der Bergwelt durch den DuOeAV auch im italienischsprachigen Teil Tirols ein. So unterstützte er aus patriotischen Gründen den Bau der Tuckettpasshütte in der Brentagruppe, die im Kontrast mit den gleichzeitigen Erschließungsbemühungen der irredentisch ausgerichteten Società degli Alpinisti Tridentini (SAT) aus Trient stand. Ihm zu Ehren wurde von der Sektion das 1911 eröffnete Christomannos-Haus am Pordoijoch benannt, das aber bereits wenige Jahre später während des Ersten Weltkrieges zerstört wurde.
Nach Inkrafttreten des Waffenstillstandes von Villa Giusti am 4. November 1918 wurden die Hirzer- und Lodnerhütte, wie alle übrigen Schutzhütten in Südtirol gemäß den Waffenstillstandsbedingungen vom Königlichen Italienischen Heer in Beschlag genommen.

### Der Alpenverein Meran
Die Nachkriegszeit mit der Annexion Südtirols an das Königreich Italien brachte einschneidende Veränderungen auch für den Alpenverein mit. Als sich im neuen Staatsgefüge ein Vereinsverbot für den Deutschen und Oesterreichischen Alpenverein abzeichnete, löste man sich vom bisherigen Dachverband. Im Juni 1920 beschloss man neue Vereinsstatuen auszuarbeiten und unter dem neuen Namen „Alpenverein Meran“ aufzutreten. Im Juli 1920 wurde nach Intervention der Ente Nazionale Industrie Turistiche (ENIT) die Verwaltung der beiden Hütten wieder an die Sektion übergeben. Die Namensänderung und die neuen Statuten wurden schließlich vom italienischen Generalvizekommissar in Meran im Juni 1921 genehmigt.
Der Alpenverein Meran war damit dem Beispiel des Alpenvereins und ehemaligen Sektion Bozen des DuOeV gefolgt. Damit entging man zunächst dem Schicksal der reichsdeutschen und böhmischen Sektionen des DuOeAV, deren nun auf italienischen Staatsgebiet liegenden Sektionshütten vom italienischen Kriegsminister Ivanoe Bonomi per Dekret am 14. Februar 1921 enteignet und dem Club Alpino Italiano (CAI) übergeben wurden. Zusammen mit anderen Südtiroler Alpenvereinen plante der Alpenverein Meran sich nun zu einem neuen Dachverband zusammenzuschließen. Fraglich blieb allerdings, ob die Behörden der Bildung eines Verbandes der Südtiroler Alpenvereine zustimmen würden.
Nach dem Marsch auf Rom im Oktober 1922 und der Machtergreifung der Faschisten wurde die Südtiroler Alpenvereine per Dekret vom faschistische Präfekten in Trient am 3. September 1923 aufgelöst und enteignet. Im darauffolgenden Jänner wurden die beiden Vereinshütten mit einem weiteren Dekret des Präfekten Giuseppe Guadagnini der Sektion Meran des CAI übertragen.
Der Alpenverein Meran wirkte nach seiner Zwangsauflösung fortan im Untergrund. Wegen des Versammlungsverbotes kam die Vereinstätigkeit allerdings zum Erliegen. Insgeheim traf man sich zu gemeinsamen Bergfahrten, die sich der Kontrolle durch die Behörden entzogen. Die Mitglieder wurden auf Wunsch offiziell von der Sektion Innsbruck des Deutschen und Oesterreichischen Alpenvereins aufgenommen. Zusammen mit Mitgliedern anderer aufgelöster Südtiroler Alpenvereine bildeten sie dort mit der Gruppe Südtirol eine Untergruppen innerhalb der Innsbrucker Sektion. Nach der Machtergreifung der NSDAP in Deutschland verstärkten die italienischen Behörden ihre Kontrollen gegenüber dem auferlegten Versammlungsverbot, weshalb viele ihre Mitgliedschaft im Alpenverein ruhen ließen. Inwiefern Alpenvereinsmitglieder sich am Aufbau des Völkischen Kampfringes Südtirol beteiligten ist umstritten. Nach dem  8. September 1943 und der Eingliederung Südtirols in die Operationszone Alpenvorland lebte der Alpenverein wieder auf. Die ehemaligen und mittlerweile vom faschistisierten Centro Alpinistico Italiano (CAI) bewirtschafteten Sektionshütten wurden von der Gruppe Südtirol des gleichgeschalteten nunmehr nur noch Deutschen Alpenvereins beschlagnahmt. Das Vorgehen war nicht mit dem DAV, sondern nur mit dem Volksgruppenführer Peter Hofer und mit dem kommissarischen Präfekten Karl Tinzl abgestimmt worden. Dem Vorgehen stimmte der DAV nachträglich ebenso zu, wie der Bildung der zunächst halboffiziellen und 1944 schließlich anerkannten „Kameradschaft Meran“. Eine Bildung einer eigenständigen Sektion bzw. Zweiges Meran des DAV wurde jedoch abgelehnt. Nicht erfreut war man auch darüber, dass die Lodner- und die Hirzerhütte formell im Besitz des CAI blieben.

### Die Sektion Meran des Alpenvereins Südtirol
Die Sektion Meran war die erste Sektion, die nach der Gründung des Dachverbandes am 14. Juni 1946 ins Leben gerufen wurde. Vorausgegangen war im Dezember 1945 die Entscheidung der Alliierten Militärregierung, der Gründung eines Alpenvereins in Südtirol nichts in den Weg zu stellen. Zum Ersten Vorsitzenden der Sektion wurde bei der Gründungsversammlung am 9. Juli 1946 Franz Huber gewählt, der bereits zu den Gründervätern des Dachverbandes gehörte. Zu den treibenden Kräften der 28 Gründungsmitglieder gehörte neben Huber auch der spätere Südtiroler Landeshauptmann Karl Erckert.
In den folgenden Jahren zeichnete sich die Sektion Meran durch eine vielseitige Vereinstätigkeit aus. Noch im Gründungsjahr wurde das Hochganghaus als Sektionshütte angemietet. Im Jahr 1947 wurde ein zusätzliches Winterquartier auf Meran 2000 gepachtet. Im gleichen Jahr entstand die Bergrettungsstelle Meran. Zu den ersten Aufgabengebieten der Sektion gehörte die Jugendarbeit, was mit der Gründung einer eigenen Jugendgruppe Niederschlag fand. 1961 wurde eine Hochtouristengruppe gegründet und 1965 organisierte die Sektion Meran mit einer Expedition in den Hindukusch, die erste Expedition von Südtirolern in den Himalaya überhaupt. 1967 wurde mit dem Bau der Meraner Hütte am Ifinger begonnen, die als erste eigene Sektionshütte 1970 eingeweiht werden konnte. 1974 folgte das vom Bergrettungsdienst Meran errichtete und nach Eugen Guido Lammer benannte Biwak. 1985 wurde der Meraner Höhenweg und 1998 die vereinseigene Kletterhalle „Rockarena“ eröffnet, die erstmals 2005 erweitert wurde. Seit 2015 steht vor der Halle zudem eine Outdoorwand für Speedwettkämpfe zur Verfügung.

## Einrichtungen der Sektion

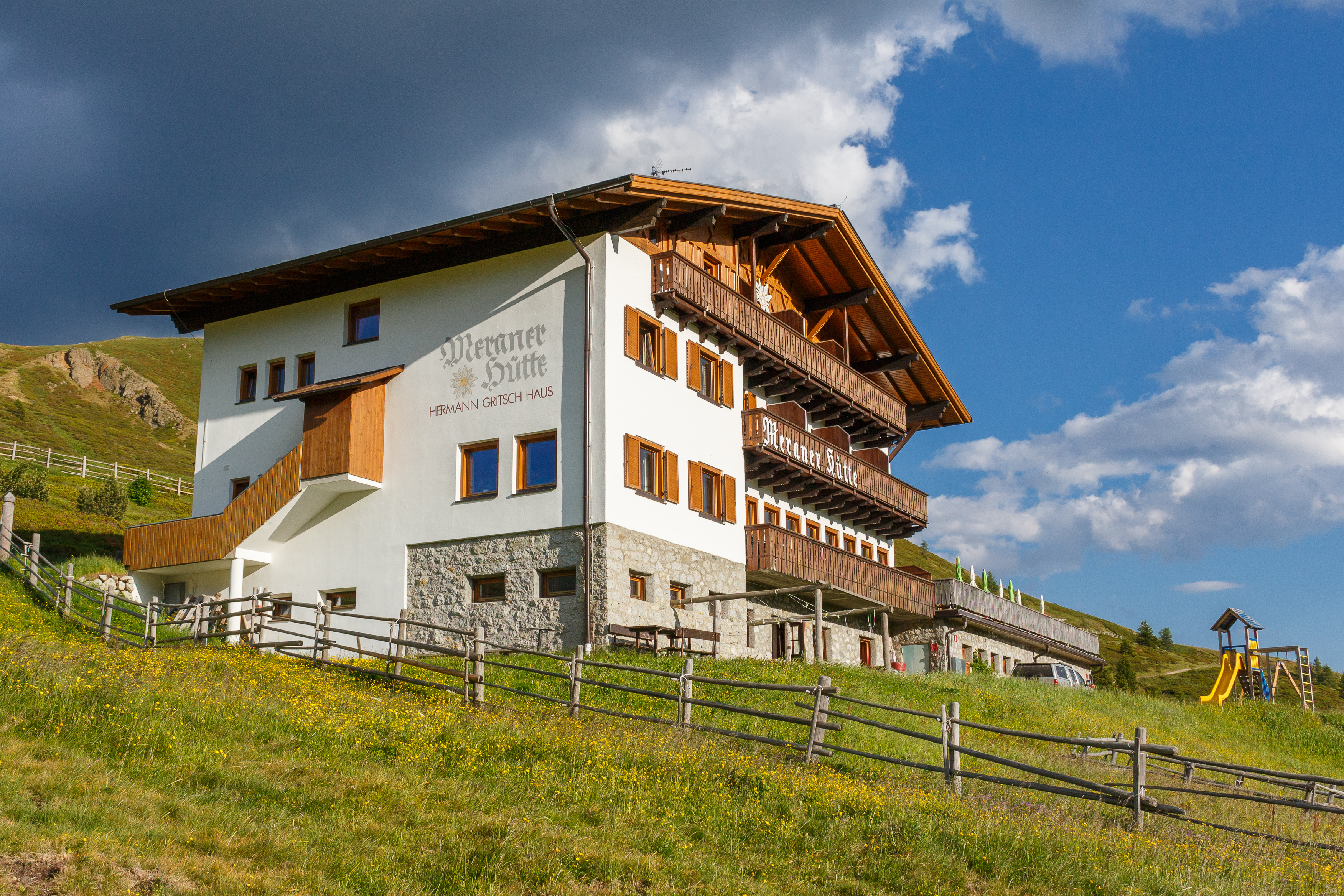
Die von der Sektion zwischen 1967 und 1970 erbaute Meraner Hütte

Die Sektion Meran besitzt in Algund, Partschins, Dorf Tirol, Schenna, Marling und Vöran sechs Ortsstellen, aus denen etwa die Hälfte der Vereinsmitglieder stammen. Zur Sektion gehören mehrere Gruppen, wie beispielsweise die Familien- und Jugendgruppe, die Seniorengruppe, Skitourengruppe oder die Hochtourengruppe.

### Hütten der Sektion
- Guido-Lammer-Biwak
- Meraner Hütte

### Ehemalige Hütten der Sektion
- Gfallwandhütte, Texelgruppe, 1896 aufgelassen
- Hirzerhütte, Sarntaler Alpen, 1923 enteignet
- Hochganghaus, Texelgruppe, von 1947 bis 1979 gepachtet
- Laugenhütte, Texelgruppe, 1905 aufgelassen
- Lodnerhütte, Texelgruppe, 1923 enteignet
- Christomannos-Haus, Sellagruppe, im Ersten Weltkrieg zerstört

### Sonstige Einrichtungen
- Kletterhalle „Rockarena“